# Tangara seledon
La tangara testaverde (Tangara seledon Statius Müller, 1776) è un uccello appartenente alla famiglia Thraupidae diffuso in America meridionale.

## Descrizione
La specie è vivacemente colorata e presenta diverse tonalità di verde e di azzurro, con una macchia arancione sul dorso e parti di colore nero. Misura circa 13 cm di lunghezza. Non vi è dimorfismo sessuale.  

## Biologia
Vive in piccoli gruppi che a volte si uniscono a grandi stormi composti da uccelli di varie specie. Predilige la parte più alta delle chiome degli alberi e si nutre di insetti e frutta. Il nido a forma di coppa viene costruito con erba nel fitto del fogliame su alberi e cespugli.

## Distribuzione e habitat
È stanziale e diffusa in un areale compreso tra il Brasile sudorientale e l'Argentina nordorientale, dove vive in ambienti di foresta e boscaglie.